# Mare de Déu de l'Esperança (Tuïr)

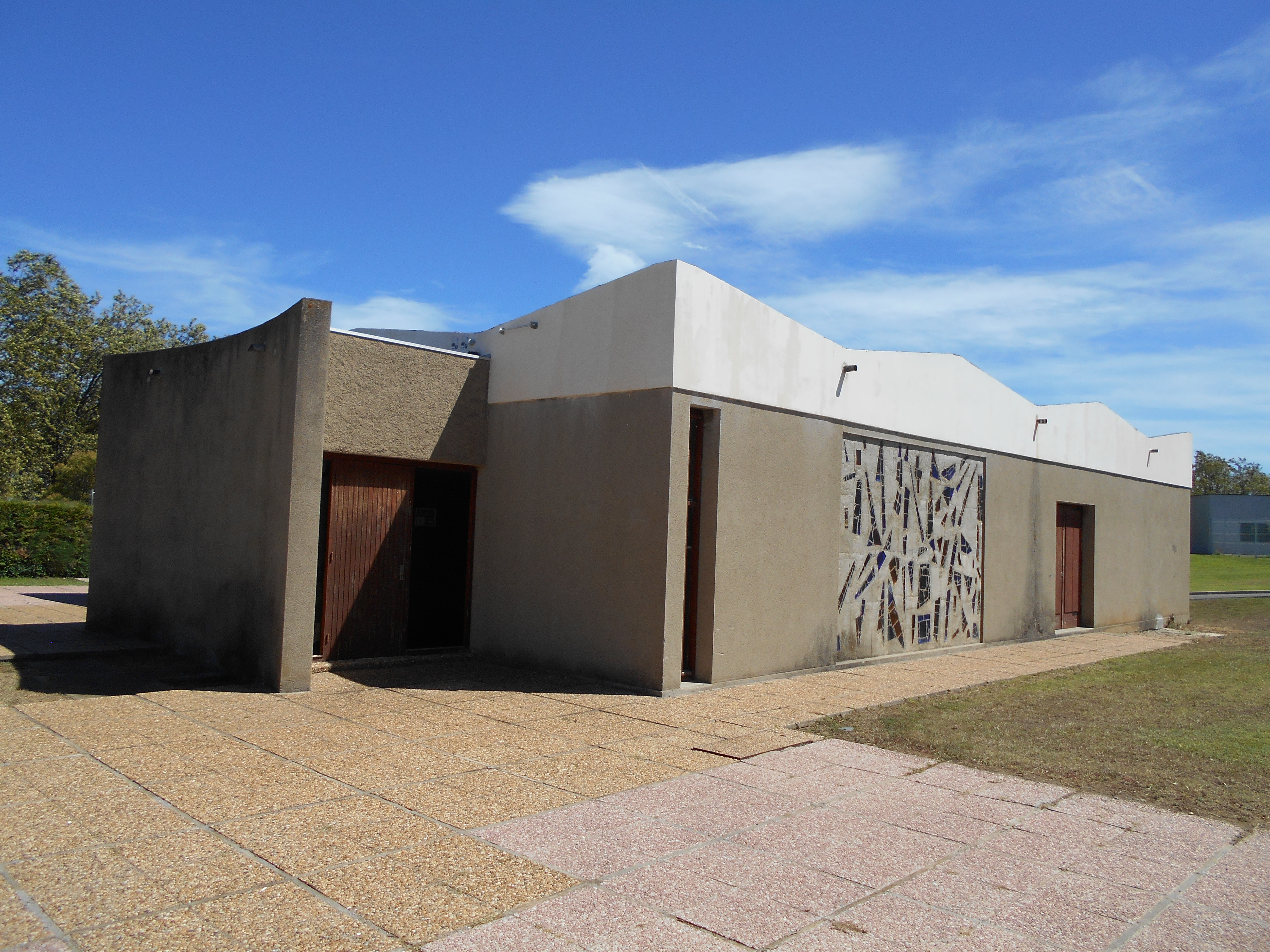
Capella de l'Hospital de Tuïr

La Mare de Déu de l'Esperança és la capella de l'Hospital Psiquiàtric del Rosselló, situat a la vila de Tuïr, a la comarca del Rosselló.
Està situada a ponent de la vila vella de Tuïr, a l'extrem sud-oest del terme municipal, dins del complex hospitalari.
És un temple de factura contemporània, fet amb ciment armat, maons i fusta, a l'interior.